# Билек, Иржи
И́ржи Би́лек (чеш. Jiří Bílek; 4 ноября 1983, Прага, Чехословакия) — чешский футболист, защитник.

## Биография
Билек начал свою карьеру в футбольном клубе «Нератовице-Бышковице», из которого он попадает в ФК «Хмел» Блшаны в 2003 году. Играет там 3 года, после чего в 2006 году переходит в команду «Слован» Либерец. 7 января 2009 года подписывает контракт на 3,5 года с футбольным клубом «Кайзерслаутерн» из одноимённого немецкого города, тогда выступавшем во Второй Бундеслиге. Однако не попадает в основу до 31-го тура чемпионата, когда выходит на поле в игре против «Аугсбурга» под руководством временно исполняющего обязанности тренера Алоиса Шварца.
Во время сезона 2009/10 он стал постоянным игроком основы, приняв участие в успешном выступлении команды в Первой Бундеслиге. В первой половине сезона 2010/11 конкуренции практически не имел, однако, в конце первого тура его стали заметно теснить конкуренты за место в основе Оливер Кирх или Танос Петсос.
С начала сезона 2014/15 выступает за «Славию».

## Достижения
- Чемпион Чехии: 2016/17